# Palmdale (Western Australia)
Palmdale ist ein Ort im australischen Bundesstaat Western Australia. Er liegt etwa 33 Kilometer nordöstlich von Albany. Der Ort befindet sich im traditionellen Siedlungsgebiet des Aborigines-Stamms der Mineng.

## Geografie
Südlich des Ortes liegen Manypeaks, westlich Napier, nördlich Takalarup und östlich South Stirling. 
Zum Meer im Süden sind es über 20 Kilometer Luftlinie. Zu Palmdale gehört außerdem der Lake Corimup.
Palmdale kann durch die Straßen Palmdale Road, Pfeiffer Road, Drawbin Road und Deep Creek Road erreicht werden – lediglich die ersten beiden sind asphaltiert.

## Bevölkerung
Der Ort Palmdale hatte 2016 eine Bevölkerung von 23 Menschen, davon 50 % männlich und 50 % weiblich.
Das durchschnittliche Alter in Palmdale liegt bei 36 Jahren, zwei Jahre niedriger als der australische Durchschnitt von 38 Jahren. Im Ort leben keine Kinder.